# EDIFACT
United Nations/Electronic Data Interchange For Administration, Commerce and Transport (UN / EDIFACT) – międzynarodowa norma dotycząca elektronicznej wymiany danych, opracowana w ramach Organizacji Narodów Zjednoczonych. Prace w zakresie utrzymania i dalszego rozwoju tego standardu są dokonywane przez UN/CEFACT (United Nations Centre for Trade Facilitation and Electronic Business) w ramach Komisji Gospodarczej ONZ dla Europy. W 1987 roku EDIFACT został przyjęty przez Międzynarodową Organizację Normalizacyjną (ISO) jako norma ISO 9735.
Norma EDIFACT uwzględnia:
- Zasady składni, wytyczne i wielopoziomowy system katalogów (tzw. Baza Normatywna EDIFACT) strukturyzujące dane.
- Protokół interaktywnej wymiany danych (I-EDI).
- Standardowe komunikaty, które pozwalają na wymianę danych pomiędzy różnymi krajami i wieloma branżami. Obecnie EDIFACT uwzględnia ponad 200[1] standaryzowanych komunikatów będących dokumentami biznesowymi, oznaczonych za pomocą sześcioliterowej nazwy, np:
  - ORDERS – zamówienie,
  - ORDRSP – potwierdzenie zamówienia,
  - DESADV – awizo wysyłki towaru,
  - INVOIC – faktura.

System EDIFACT umożliwia sporządzenie standardowych form dla każdej z przesyłanych informacji, tak aby każdy użytkownik mógł ją odebrać w standardzie zgodnym z jego systemem informatycznym. Wykorzystuje zespół formatów powszechnie wykorzystywanych do elektronicznej komunikacji pomiędzy przedsiębiorstwami, m.in. do zlecania zakupów, dokonywania przelewów elektronicznych środków finansowych czy też dostarczania informacji klientom.

## Struktura komunikatu EDIFACT
Komunikat EDIFACT ma budowę hierarchiczną, w którym najwyższy poziom jest nazywany z angielska „interchange” (zbiór przesyłanych dokumentów), a niższe poziomy mogą zawierać jeden lub wiele dokumentów, składających się z kolei z segmentów, komponentów (ang. „composites”) i elementów danych (ang. „data elements”). Dany segment (lub grupa segmentów) może być obowiązkowy (M – mandatory) lub warunkowy (C – conditional). ==
Pojedynczy „interchange” składa się z segmentu UNA (definicja znaków-separatorów, rozdzielających elementy składowe komunikatów) oraz hierarchicznych segmentów serwisowych występujących w parach na kolejnych poziomach zagłębienia (tzw. „koperty”): UNB-UNZ, UNG-UNE, UNH-UNT w podanej niżej kolejności:
```
            Znaki serwisowe             UNA   Warunkowy
     _____  Nagłówek Interchange        UNB   Obowiązkowy
    |  ___  Nagłówek grupy funkcyjnej   UNG   Warunkowy
    | |  _  Nagłówek komunikatu         UNH   Obowiązkowy
    | | |     Ogólne segmenty z danymi        Zależnie od rodzaju komunikatu
    | | |_  Zamknięcie komunikatu       UNT   Obowiązkowy
    | |___  Zamknięcie grupy funkcyjnej UNE   Warunkowy
    |_____  Zamknięcie Interchange      UNZ   Obowiązkowy
```

W uzupełnieniu do powyższych segmentów, czasami może być użyty dodatkowy segment serwisowy UNS, rozdzielający komunikat na sekcje. Pomiędzy segmentami serwisowymi UNH i UNT znajduje się właściwy komunikat, zbudowany z ogólnych segmentów zawierających dane biznesowe, takich jak np.:
- NAD (ang. Name and Adress Data) - nazwa i dane adresowe,
- DTM (ang. Date/Time/Period) - data, godzina, okres,
- MOA (ang. Monetary Amount) - wartość monetarna,
- PCD (ang. Percentage Details) - informacja procentowa,
- LIN (ang. Line Item) - wiersz dokumentu.

Pojedynczy segment składa się z trzyliterowego symbolu, komponentów rozdzielonych separatorami komponentów (domyślnie znak plus "+"), elementów danych rozdzielonych separatorami danych (domyślnie znak dwukropka ":") oraz terminatora segmentu (domyślnie znak apostrofu "'"). Przykładowo, w celu zakodowania daty 24 kwietnia 2019 roku jako daty dokumentu, należy użyć segmentu:
```
DTM+137:20190424:102'
```

gdzie:
- DTM - segment określający datę,
- 137 - kwalifikator funkcji daty, oznaczający datę wystawienia dokumentu,
- 20190424 - data,
- 102 - format zapisu daty CCYYMMDD.

## Przykład
Poniżej jest zamieszczony przykład komunikatu EDIFACT ORDERS będącego zamówieniem towaru, zawierające m.in.: numer i data zamówienia, identyfikator kupującego i miejsca dostawy, data najwcześniejszej i najpóźniejszej dostawy, dwa wiersze zamówienia z ilościami i cenami zakupu, wartość całego zamówienia:
```
UNA:+.? '
UNB+UNOC:3+8888888888888:14+9999999999999:14+190424:1745+212938'
UNH+1+ORDERS:D:96A:UN:EAN008'
BGM+220+112233+9'
DTM+137:20190608:102'
DTM+63:20190715:102'
DTM+64:20190718:102'
NAD+BY+8888888888888::9'
NAD+DP+7777777777777::9'
CUX+2:EUR:9'
LIN+1++6666666666666:EN'
QTY+21:10:PCE'
PRI+AAA:299.00'
LIN+2++5555555555555:EN'
QTY+21:15:PCE'
PRI+AAA:59.00'
UNS+S'
MOA+86:3875.00'
UNT+17+1'
UNZ+1+212938'
```

Kolejny przykład to komunikat EDIFACT będący odpowiedzią na zapytanie o wolne miejsca w locie na trasie FRA-JFK-MIA:
```
UNA:+.? '
UNB+IATB:1+6XPPC:ZZ+LHPPC:ZZ+940101:0950+1'
UNH+1+PAORES:93:1:IA'
MSG+1:45'
IFT+3+XYZCOMPANY AVAILABILITY'
ERC+A7V:1:AMD'
IFT+3+NO MORE FLIGHTS'
ODI'
TVL+240493:1000::1220+FRA+JFK+DL+400+C'
PDI++C:3+Y::3+F::1'
APD+74C:0:::6++++++6X'
TVL+240493:1740::2030+JFK+MIA+DL+081+C'
PDI++C:4'
APD+EM2:0:1630::6+++++++DA'
UNT+13+1'
UNZ+1+1'
```